# Nhà thờ chính tòa Hildesheim
Nhà thờ chính tòa Hildesheim (tiếng Đức: Hildesheimer Dom) tên chính thức Nhà thờ chính tòa Đức Mẹ lên trời (tiếng Đức: Hohe Domkirche St. Mariä Himmelfahrt) hay đơn giản là Nhà thờ chính tòa Thánh Mary (tiếng Đức: Mariendom) là một nhà thờ của Giáo hội Công giáo thời Trung Cổ nằm tại trung tâm thành phố Hildesheim, Đức. Nó đóng vai trò là nhà thờ chính tòa của Giáo phận Hildesheim. Nhà thờ đã được UNESCO công nhận là Di sản thế giới từ năm 1985 cùng với Nhà thờ Thánh Michael gần đó.
Nhà thờ chính tòa được xây dựng từ năm 1010 đến năm 1020 theo phong cách kiến trúc Romanesque. Nó tuân theo một kế hoạch đối xứng với hai hậu cung, đó là đặc điểm của kiến trúc Phục Hưng Otto ở Sachsen cổ. Các kho báu của nhà thờ bao gồm các tác phẩm nghệ thuật nổi tiếng thế giới, các tác phẩm bằng đồng từ thời giám mục Hildesheim Bernward là cửa và cột Bernward, cũng như hai trong bốn đèn chùm nến bánh xe Romanesque là Đèn chùm Azelin và Đèn chùm Hezilo.
Sau khi cải tạo và mở rộng vào thế kỷ 11, 12 và 14, nhà thờ đã bị phá hủy hoàn toàn trong một cuộc không kích vào ngày 22 tháng 3 năm 1945 và sau đó được xây dựng lại từ năm 1950 đến năm 1960. Nhà thờ được tu bổ vào năm 2010, bao gồm các biện pháp kỹ thuật và bảo tồn toàn diện. Một số kho báu của nhà thờ đã được trưng bày ở xa hơn, bao gồm cả một cuộc triển lãm tại Viện bảo tàng Mỹ thuật Metropolitan ở New York. Nhà thờ được mở cửa trở lại vào ngày 15 tháng 8 năm 2014.

## Lịch sử

### Xây dựng
Sau khi Louis Mộ đạo thành lập Giáo phận Hildesheim vào năm 815, một nhà nguyện Thánh Mary đã được xây dựng trên địa điểm hiện tại của hậu cung nhà thờ. Giám mục Gunthar von Hildesheim, người tại vị từ năm 815 đến năm 834, có một vương cung thánh đường nhỏ với hai tháp tròn được xây dựng ngay phía nam của nhà nguyện mà ngài đã dành riêng cho Thánh Cecilia. Đây từng là nhà thờ chính tòa ban đầu và nhà thờ quyên góp. Bốn giám mục đầu tiên được chôn cất ở đó. Chỉ còn lại dấu vết về nền móng của hai tòa nhà này. Một nhà thờ giáo xứ Hildesheim lâu đời hơn có lẽ đã từng nằm trên địa điểm của Nhà nguyện Thánh Stêphanô bên cạnh nhà cổng ở lối vào phía đông của nhà nguyện Thánh Hellweg, nơi có thể đã có từ thời giám mục Hildegrim von Chalons và chuyến hành trình của ông tới Đông Sachsen.
Nhà thờ được xây dựng vào năm 872 dưới thời Giám mục Altfrid với tư cách là một vương cung thánh đường ba lối đi, hình thập giá hai tầng. Nó là một ví dụ về kiến trúc Otto với các cột đỡ xen kẽ và hậu cung hình bán nguyệt hoàn chỉnh ở gian giữa. Tòa nhà bị thiệt hại do hỏa hoạn nghiêm trọng vào năm 1046. Giám mục Azelin lên kế hoạch xây dựng một tòa nhà mới, lớn hơn xa hơn về phía tây và kéo dài gian giữa. Người kế nhiệm là giám mục Hezilo từ bỏ kế hoạch này và thay vào đó, cho xây dựng trên nền móng cũ, kết hợp các bức tường còn sót lại vào tòa nhà mới. Những cải tạo quan trọng hơn nữa đã diễn ra cho đến cuối thế kỷ 14 nhưng không đi chệch kế hoạch mặt bằng tổng thể của vương cung thánh đường dưới thời Giám mục Altfrid. Lạc viên phía bắc và các nhà nguyện phía bắc và phía nam có niên đại từ thời kỳ Gothic, và ngọn tháp ở chỗ giao cắt có từ thời kỳ Baroque. Vào thế kỷ 19, công trình phía tây ban đầu được thay thế bằng hai tháp mang kiến trúc Tân Romanesque tồn tại cho đến năm 1945.

### Trường học và thư viện
Trường Nhà thờ Hildesheim (tiếng Đức: Hildesheimer Domschule) có các phòng trong dãy hàng hiên, là một trong những cơ sở giáo dục quan trọng nhất của thời kỳ Otto và Salier. Thư viện của nó đã từng là thư viện của nhà thờ (tiếng Đức: Dombibliothek Hildesheim) kể từ năm 815. Đây là thư viện lâu đời nhất ở miền Bắc nước Đức.

### Tàn phá trong chiến tranh

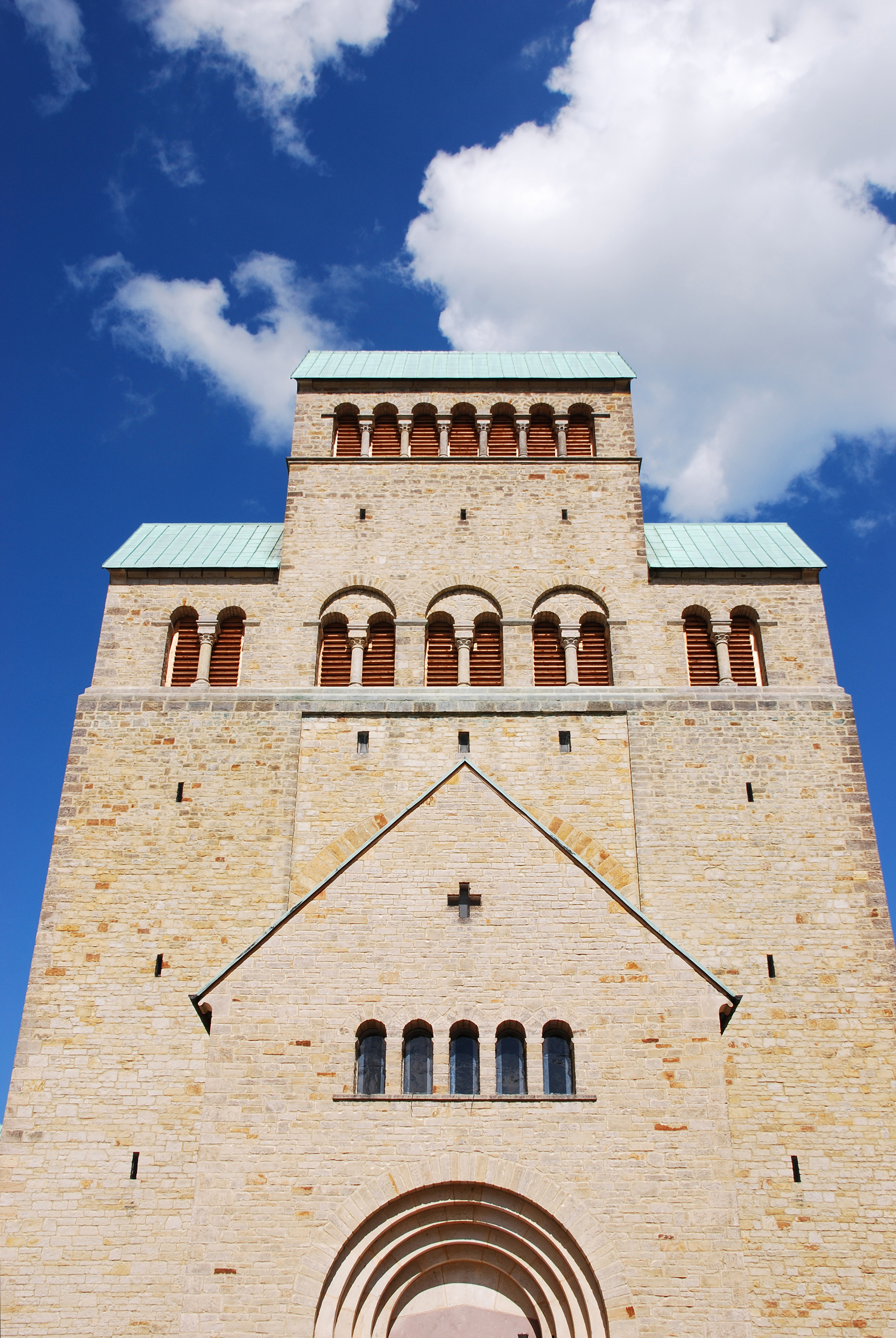
Công trình phía tây của nhà thờ.

Trong vụ ném bóm Hildesheim của Không quân Hoàng gia Anh và Canada trong Chiến tranh thế giới lần thứ hai, tòa nhà chính gần như bị phá hủy hoàn toàn, chỉ có công trình phía tây và các bức tường bên ngoài còn sót lại. Trong số các cụm nhà phụ chỉ có nhà nguyện Anne mang kiến trúc Gothic được xây dựng vào năm 1321 ở giữa sân của nhà thờ, là hầu hết không bị hư hại. Đây là nhà thờ duy nhất ở Đức phải được thánh hiến mới sau khi tái thiết, vào ngày 27 tháng 3 năm 1960 bởi Giám mục Heinrich Maria Janssen.
Tòa nhà được xây dựng lại từ năm 1950 đến năm 1960 với hình thức đơn giản hóa. Các yếu tố Baroque đã bị loại bỏ để chuyển sang một hình thức lấy cảm hứng từ phong cách Romanesque. Khía cạnh dễ thấy nhất của điều này ở bên ngoài là tại các tầng trên và tháp phụ được bổ sung vào công trình phía tây vào năm 1840 đã không được khôi phục lại, và công trình phía tây đã được tái tạo gần với hình dáng trước đó của nó, dựa trên mô hình của công trình phía tây của nhà thờ chính tòa Minden. Ngoài ra, cổng phía trước của công trình phía tây đã bị giảm đi khoảng một nửa so với kích cỡ ban đầu. Đặc biệt, tháp giao cắt mang kiến trúc Baroque đã được xây dựng lại.
Việc tái thiết được thực hiện với những ràng buộc chặt chẽ. Vì thiếu gạch sa thạch nên sàn nhà đã được lát đá cẩm thạch. . Các mái nhà của gian giữa, cửa sổ và hàng hiên được đúc bằng bê tông và được bao phủ bởi những tấm ván gỗ để gợi nhớ đến sự xuất hiện của các dầm trần. Các bức tường bên trong, cũng như các bức tường của gian giữa được xây lại bằng gạch và đá vôi, khuất tầm nhìn bởi một lớp đá định kích cỡ bên ngoài và một lớp thạch cao mịn ở bên trong. Mặt đất được nâng lên 0,6 mét dẫn đến các phòng có diện mạo thấp bè bè, đặc biệt là tại gian ngang. Các cột của gian giữa được đúc bằng bê tông, và các trụ bổ tường được bao bọc bằng lớp đá sa thạch.
Cuộc tái thiết mãi cho đến năm 1960 mới hoàn thành vì những vấn đề khác nhau, nhưng chủ yếu là do tranh chấp xây dựng Nhà thờ Hildesheim xảy ra giữa Giáo phận Hildesheim và vùng đất Hạ Sachsen về chi phí của việc tái thiết và đặc biệt là về việc Hạ Sachsen là một trong những người kế thừa hợp pháp của Nhà nước Tự do Phổ đã đảm nhận việc trang trải chi phí xây dựng nhà thờ vào năm 1803 (khi nó vẫn còn là một phần của Vương quốc Phổ) trong quá trình chiếm đoạt các thực thể nhà nước nhỏ ở Đức. Các bên đạt được thỏa thuận vào năm 1957.

### Cải tạo 2010-2014
Sau nhiều năm lên kế hoạch, việc tu sửa toàn diện nhà thờ bắt đầu vào tháng 1 năm 2010, lần đầu tiên kể từ năm 1960. Cùng với các biện pháp bảo tồn và kỹ thuật, đã có những thay đổi về thiết kế. Sàn nhà được hạ xuống mức ban đầu, đèn chùm bánh xe Hezilo và Azelin được đăt lại vị trí ban đầu trong gian giữa và nơi tôn nghiêm. Cửa Bernward một lần nữa được gắn hướng ra ngoài, phía sau một tiền sảnh, như dự định ban đầu. Ngoài ra, một hầm mộ của giám mục đã được thiết lập.
Vào ngày 10 tháng 1 năm 2010, nhà thờ được đóng cửa để bắt đầu công việc. Trong quá trình xây dựng lại, tiểu vương cung thánh đường Thánh Godehard sẽ tiếp tục tạm là nhà thờ chính tòa của Hildesheim (nó đã từng là "nhà thờ chính tòa" của giáo phận Hildesheim từ năm 1945 đến năm 1960). Quá trình cải tạo nhà thờ là dự án xây dựng nhà thờ lớn nhất ở Đức. hà thờ được long trọng mở cửa trở lại vào ngày 15 tháng 8 năm 2014, trùng với lễ kỷ niệm 1200 giáo phận.

### Bụi hồng ngàn năm

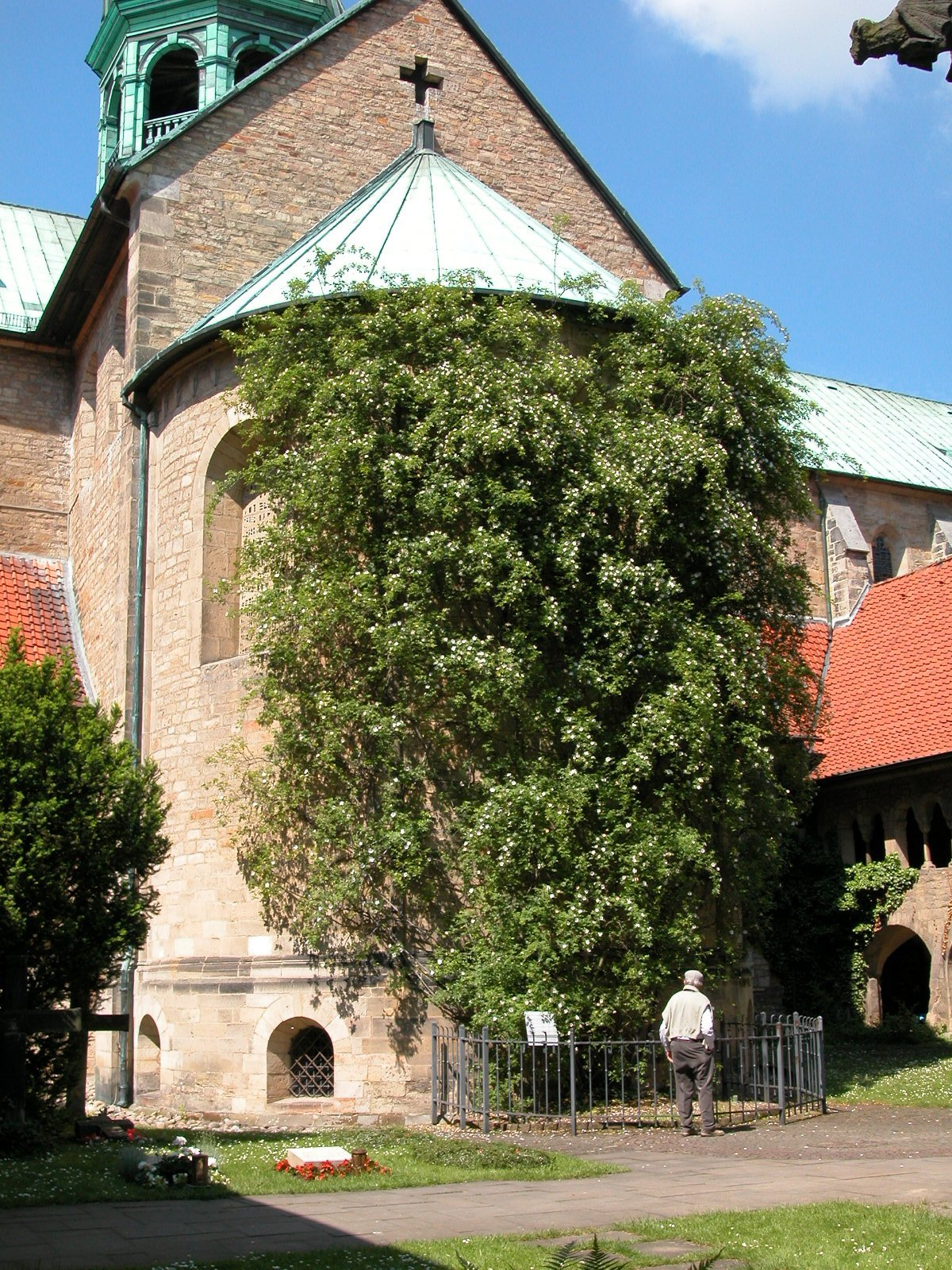
Bức ảnh của bụi hồng ngàn năm.

Tòa nhà thánh đường được biết đến Bụi hồng ngàn năm (tiếng Đức: Tausendjähriger Rosenstock) mọc bên ngoài tòa nhà trên bức tường phía ngoài của hậu cung, bên trong sân của hàng hiên. Tuổi chính xác của bụi hồng này chưa được biết một cách chính xác nhưng truyền thuyết về bụi hoa hồng khẳng định rằng nó có từ năm 815. Nó là một biểu tượng quan trọng của Hildesheim vì theo dân gian, chỉ cần bụi cây phát triển, Hildesheim vẫn sẽ thịnh vượng.
Theo câu chuyện, Hoàng đế Louis Mộ đạo đã phải tổ chức một thánh lễ khi đang đi săn ở giữa rừng. Với mục đích này, một hòm đựng thánh tích của Thánh Mary mà ông có là từ nhánh của bụi hồng hoang dã. Sau khi không thể lấy hòm thánh tích ra khỏi bui hồng này, hoàng đế coi đây là một dấu hiệu cho thấy giáo phận mới nên được thành lập ở đây (không phải ở Elze như dự định ban đầu) và ông nên dâng nó cho Thánh Mary, người có biểu tượng là hoa hồng.
Sự tồn tại của bụi hồng đã được chứng thực ít nhất 400 năm. Trận oanh tạc trên không vào ngày 22 tháng 3 năm 1945 đã làm hư hại nhà thờ và hậu cung, đồng thời hủy hoại bui hồng. Dưới đống đổ nát, chỉ còn lại gốc hoa hồng cháy đen. Mọi người đã nghĩ rằng sự lụi tàn của bụi hồng nổi tiếng đã đến, nhưng phần lớn rễ vẫn còn nguyên vẹn. Vào mùa xuân năm 1945, nó đã cho ra 25 chồi mới. Những bông hoa thưa thớt đầu tiên nở vào năm 1947, và đến năm 1948 đã có 122 bông. Kể từ đó, các nhánh mới của Bụi hồng ngàn năm đã được đánh dấu bằng các dấu hiệu kim loại nhỏ với năm mà chúng xuất hiện lần đầu tiên. Nó được cho là bụi hoa hồng lâu đời nhất trên thế giới.

## Khảo cổ học
Trong các cuộc khai quật trong quá trình cải tạo nhà thờ giai đoạn 2010–2014, người ta đã tìm thấy nền móng từ thế kỷ thứ 9 của nhà nguyện Thánh Mary cũ. Nhà thờ chính tòa đầu tiên được xây dựng là một nhà thờ nhỏ có kích thước 6 × 6 mét với một hậu cung ở phía đông. Phần còn lại của bàn thờ đầu tiên được tìm thấy trong hậu cung. Nền móng của tòa nhà thánh đường đầu tiên này được làm bằng đá sa thạch và dày một cách lạ thường.
Một nghĩa trang thậm chí còn lâu đời hơn đã được tìm thấy ở phía tây và nam. Hai mươi ngôi mộ đã được phát hiện, bao gồm bộ xương của một phụ nữ trẻ đã chết khoảng 800 tuổi, với các hạt thủy tinh (của một sợi dây chuyền) và một con dao nhỏ là vật phẩm chôn cùng được phát hiện vào tháng 8 năm 2012. Đây là ngôi mộ hoàn chỉnh lâu đời nhất từng được tìm thấy ở nhà thờ chính tòa Hildesheim.